# Forgotten Realms: Unlimited Adventures
Forgotten Realms: Unlimited Adventures, parfois simplement appelé Unlimited Adventures, est un jeu vidéo de rôle développé par Strategic Simulations, Inc. sur PC et Apple Macintosh sorti le 17 mars 1993.
Unlimited Adventures utilise une variante des règles Donjons et Dragons de TSR, Inc. et se situe dans l'univers des Royaumes oubliés. Il est livré avec un éditeur permettant aux utilisateurs de créer leurs propres aventures et de les distribuer, le jeu étant ensuite nécessaire pour pouvoir les exploiter.
Unlimited Adventures repose sur une version améliorée du moteur de jeu Gold Box introduit avec Pool of Radiance et ensuite utilisé dans plusieurs titres, en particulier Ruins of Myth Drannor et Curse of the Azure Bonds. La profondeur des couleurs passe de 4 bits à 8 bits et la résolution employée est de 320×200 pixels.

## Trame
Le module The Heirs to Skul Crag de Unlimited Adventures se déroule dans les Royaumes oubliés, un décor de campagne du jeu de rôle Donjons et Dragons. Il débute alors que le groupe du joueur arrive dans la cité de Skull Crag jusqu’où il devait escorter une caravane. Après une nuit de repos, le groupe se dirige vers le sud-est et traverse un tunnel creusé dans la montagne. En sortant du tunnel, les aventuriers viennent en aide à Lord Dutioc, alors que celui-ci est poursuivi par des géants et des ogres. Celui-ci, qui transporte le corps du Roadwarden (le protecteur de la cité), leur offrent alors un laissé passer pour se rendre au donjon de son château. Ils y apprennent qu’avant la désignation d’un nouveau Roadwarden, les armes du champion doivent être retrouvées car c’est le pouvoir combiné de son épée, de son bouclier, de son casque et de sa lance qui lui permettent de protéger la cité de Skull Crag. Le groupe du joueur est alors chargé de retrouver ces différents objets.

## Développement
Le développement de Unlimited Adventure est confié au studio MicroMagic, qui est impliqué dans la conception et le portage de jeu Gold Box pour Strategic Simulations depuis 1989. Il est conçu par Jason Linhart et Kiri Naiman. Pour ce dernier, le principal intérêt d’un jeu de rôle réside dans l’expression de la créativité d’un maître de donjon, puis dans le partage de sa création avec d’autres joueurs. L’objectif du studio est donc de permettre à n’importe quel joueur disposant d’un ordinateur de pouvoir créer son propre jeu vidéo de rôle. Avec cet objectif en tête, les développeurs étudient, au cours de l’été 1992, les outils de conception des jeux Gold Box et concluent que la technologie est suffisamment mature pour permettre la création d’un outil de conception de jeux de rôle facile et amusant à utiliser, tout en proposant de puissantes fonctionnalités. Ils se lancent ainsi dans le développement d’un tel outil, qu’ils baptisent Forgottent Realms: Unlimited Adventures.
Lorsqu’ils commencent à le concevoir, les développeurs de MicroMagic définissent d’abord les quatre aspects du processus de conception qu’il souhaite rendre accessible grâce à leur programme : la création des cartes, des évènements, des personnages et des artworks. Leur tâche consiste alors à rendre le processus de création de ces quatre aspects suffisamment simples tout en offrant suffisamment de profondeur et de détails pour qu’il permette, à un maître de donjon, de créer les aventures telles qu’il les a imaginées. Pour la création des cartes, c’est-à-dire des villes, des donjons et des régions où se déroule l’aventure, ils développent un éditeur de carte doté d’une interface permettant, avec la souris, de placer les murs et les portes dans les zones en intérieur, et de délimiter les différents types de terrains pour les zones en extérieur. Un système de menu permet ensuite de définir l’apparence des murs, et des vues aérienne et en 3D permettent de développer et de personnaliser les environnements intérieurs. De leur côté, les environnements extérieurs peuvent être créés à partir d’images incluses dans le programme ou créées par le concepteur.
L’éditeur de carte permet également de placer des évènements dans les différentes zones. Dans un menu, le concepteur peut ensuite sélection le type d’évènement, incluant des rencontres avec des monstres ou des personnages, des textes descriptifs, des escaliers, des portails ou des boutiques. Il peut ensuite personnaliser l’évènement en définissant par exemple les monstres rencontrés ou les objets en ventes dans une boutique. Ces évènements peuvent de plus être reliés entre eux afin de permettre, par exemple, de donner accès à un trésor à un groupe qui vient de vaincre des monstres. Pour la création des personnages, ils incluent tout d’abord au programme une base de données incluant de nombreux monstres et personnages des précédents jeux Gold Box se déroulant dans les Royaumes oubliés. Il considère néanmoins qu’il est important de donner aux concepteurs la possibilité de créer et de personnaliser les créatures et les personnages  et décident donc de développer un éditeur de monstre, qui utilise le même système de menu que l’éditeur de carte. Pour la création des artworks, ils commencent par inclure dans le programme les meilleurs artworks en VGA des précédents jeux Gold Box. Ils en ajoutent ensuite de nouveaux, dessinés par les artistes de TSR, et compilent l’ensemble dans un système de galerie d’art permettant aux concepteurs de sélectionner facilement les images correspondant aux monstres, personnages, lieux et bâtiments de leur aventure. En plus de cette galerie, ils ajoutent au programme la possibilité d’importé de nouveaux dessins, depuis Deluxe Paint ou Paintbrush, afin de permettre aux concepteurs de créer leurs propres artworks.
Finalement, pour faciliter la prise en main de programme, ils y incluent une aventure basique qui sert de tutoriel et qui est accompagné d’une documentation décrivant, étape par étape, la conception d’une aventure avec les outils proposés par Unlimited Adventure. Ils y incluent également une aventure plus complexe, The Heirs to Skull Crag, qui utilise la plupart des fonctionnalités avancées du programme.

## Accueil
| Unlimited Adventure |      |       |
| Média               | Pays | Notes |
| PC Zone             | US   | 59 %  |

Au total, 32 362 copies du jeu sont vendues par Strategic Simulations.